# Łukawica
Łukawica Lengyelország délkeleti részén, a Kárpátaljai vajdaságban, a Leskói járásban található település. A község Leskótól közel 3 kilométernyire fekszik északi irányban, valamint a vajdaság központja, Rzeszów 64 kilométernyire északra van a településtől.

## Fordítás
Ez a szócikk részben vagy egészben  a(z)   Łukawica című angol Wikipédia-szócikk ezen változatának fordításán alapul.  Az eredeti cikk szerkesztőit annak laptörténete sorolja fel. Ez a jelzés csupán a megfogalmazás eredetét és a szerzői jogokat jelzi, nem szolgál a cikkben szereplő információk forrásmegjelöléseként.